# Jean-Christophe Rolland

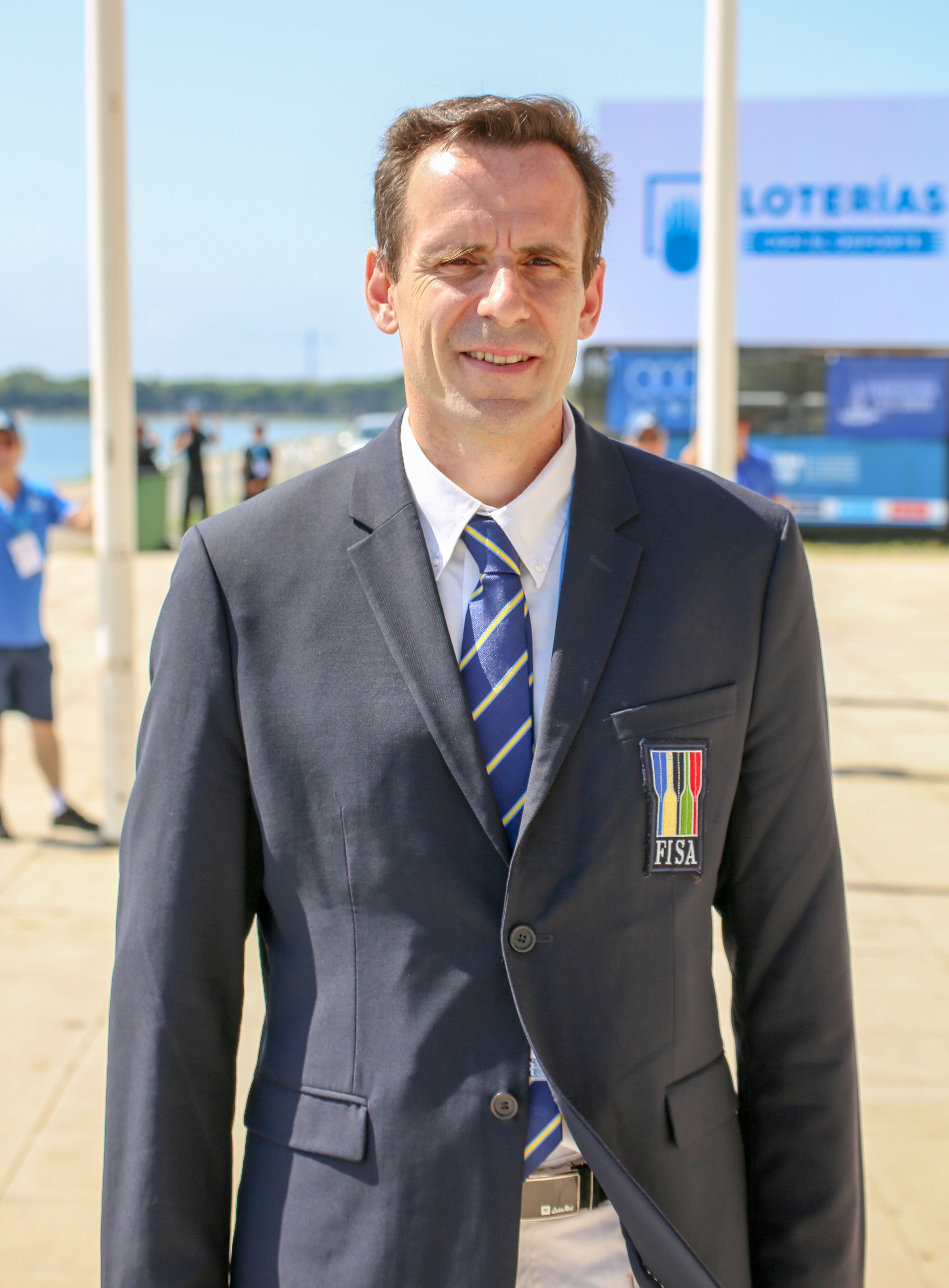
Rolland 2018

Jean-Christophe André Jérôme Rolland  (* 3. Juli 1968 in Condrieu) ist ein ehemaliger französischer Ruderer, aktueller Präsident des Weltruderverbandes FISA, sowie Mitglied des Internationalen Olympischen Komitees.

## Karriere
Rolland, der für die Aviron Union Nautique de Lyon ruderte, trat ab 1989 mit Michel Andrieux an. 1989 erhielten die beiden als Mitglieder des französischen Achters die Silbermedaille bei den Europameisterschaften, die damals als Nachwuchswettbewerb ausgetragen wurden. Bei den Ruder-Weltmeisterschaften 1989 belegte der französische Achter mit Rolland den neunten Platz. Nach einem achten Platz im Vierer ohne Steuermann bei den Ruder-Weltmeisterschaften 1990 gelang Rolland und Andrieux bei den Weltmeisterschaften 1991 im Zweier ohne Steuermann ein fünfter Platz und damit die erste Endlaufplatzierung. Im Jahr darauf wurden die beiden bei ihrer ersten Olympiateilnahme in Barcelona Vierte.
1993 traten Rolland und Andrieux zusammen mit Daniel Fauché und Philippe Lot im Vierer ohne Steuermann an und gewannen in dieser Klasse ihren ersten Weltmeistertitel. Nach Silber mit dem Vierer bei den Weltmeisterschaften 1994 kehrten die beiden 1995 in den Zweier ohne Steuermann zurück und erhielten die Bronzemedaille bei den Weltmeisterschaften 1995. Bei ihrer zweiten Olympiateilnahme 1996 in Atlanta gewannen die beiden Franzosen ebenfalls Bronze.
1997 fanden die Ruder-Weltmeisterschaften in Aiguebelette statt. Vor heimischem Publikum gewannen Rolland und Andrieux die einzige Goldmedaille für Frankreich. Nach einem Jahr Unterbrechung kehrten die beiden 1999 in die Weltspitze zurück und erkämpften bei den Ruder-Weltmeisterschaften in Kanada die Silbermedaille hinter den beiden Australiern Drew Ginn und James Tomkins. Bei den Olympischen Spielen 2000 in Sydney war Ginn verletzt, Tomkins belegte mit Matthew Long den dritten Platz, Andrieux und Rolland siegten vor dem Boot aus den USA. Dies war die letzte internationale Medaille für die beiden Franzosen, Rolland beendete 2002 seine Karriere.
Jean-Christophe Rolland ist im Hauptberuf Ingenieur und gehört seit 2004 dem Exekutivkomitee des internationalen Ruderverbands an. Im Jahr 2014 wurde er der Nachfolger des Schweizers Denis Oswald als Präsident des Weltruderverbandes. Das Internationale Olympische Komitee nahm ihn bei der IOC-Versammlung 2017 in Lima als Mitglied auf. Jean-Christophe Rolland ist Ritter der Ehrenlegion, Ritter des Ordre national du Mérite und wurde vom französischen Minister für Sport mit einer Goldmedaille geehrt.